# رد لرزه
ردّ لرزه (انگلیسی: Seismic trace) در لرزه‌شناسی به منحنی ثبت‌شده توسط یک لرزه‌نگار منفرد در هنگام اندازه‌گیری جنبش زمین گفته می‌شود. این نام از منحنی ترسیم‌شده توسط یک لرزه‌نگار گرفته شده که به هنگام چرخش رول کاغذ و سوزن، ردّی بر جای می‌گذارد که می‌توان از آن اطلاعات مربوط به سطح زیرین را استخراج کرد. ابزارهای امروزی داده ها را به صورت دیجیتالی ثبت می‌کنند و کلمه رد لرزه‌ای به معنای منحنی دیجیتال است.